# Ley amor de papá
La Ley N° 20.680, que introduce modificaciones al Código Civil y otros cuerpos legales con el objetivo de proteger la integridad del menor en el caso de que sus padres vivan separados,más conocida como Ley Amor de Papáo Ley de Tuición Compartida,es una ley chilena que introdujo modificaciones al Código Civil, a la ley de menores y la ley de matrimonio civil respecto a las normas sobre el cuidado personal de los hijos y patria potestad, igualando los derechos del padre y la madre, y la relación directa y regular. 
Fue promulgada por el presidente Sebastián Piñera el 16 de junio de 2013 y publicada en el Diario Oficial el día 21 de junio de 2013.

## Historia
Este proyectofue iniciado gracias al incansable trabajo de organizaciones sociales -como Amor de Papáliderado por su fundador y propulsor de la ley David Abuhadba, quienes supieron encauzar la demanda social por leyes que velen en mejor manera por el interés de los niños y que aseguren, en su beneficio, la presencia permanente de sus progenitores luego de la ruptura matrimonial. El proyecto, de esta forma, desde su origen apuntó a dos propósitos perfectamente consistentes con el principio de interés superior de los niños y de igualdad constitucional.
Por lo tanto, surge como una necesidad social para regular en relación con la tuición compartida, pudiendo los padres establecer previo acuerdo para que este derecho sea igualitario para padre y madre.

## Tramitación

### Primera etapa
El proyecto de ley fue ingresado el 12 de junio de 2008 como una moción a la cámara de diputados. por parte de los Diputados Ramón Barros Montero, Sergio Bobadilla Muñoz, Juan Bustos Ramírez, Francisco Chahúan Chahúan, Eduardo Díaz del Río, Álvaro Escobar Rufatt, Jorge Sabag Villalobos, Alejandra Sepúlveda Orbenes, Ximena Valcarce Becerra y Esteban Valenzuela Van Treek. 
Los motivos del envío de ésta moción es atendida a la nueva situación social que se está dando en las relaciones familiares en Chile y que es importante atender, y consiste en el cuidado que debe recibir un menor ante la separación de sus progenitores. Los parlamentarios en la moción exponen como fundamento a su moción el interés superior del niño. 
Este proyecto presentado por los diputados busca fortalecer el cuidado y la integridad del menor y se propone entonces la modificación del artículo 222 de Código Civil Chileno, 225 y agregar el artículo 229 estableciendo la definición de Síndrome de Alejamiento Parental.
Se introduce el 29 de junio de 2010 una moción refundida, en esta moción refundida se pide la sustitución del artículo 225 del Código Civil Chileno, y la derogación del artículo 228 Código Civil. 
El 30 de marzo de 2011 el presidente de la República don Sebastián Piñera Echenique formula una indicación sustitutiva. Estableciendo que es necesario que el cuidado de los menores ante la separación de los padres quede en manos de la madre, pues son ellas las que dedican más tiempo a los hijos, en cambio sugiere el presidente que se podría más bien fomentar la participación de los padres en el cuidado de los menores, pero no estableciendo una situación de igualdad en el cuidado de los niños. 
Posterior a esto se pide un informe a la Comisión de familia. Ante este informe de la Comisión de Familia existió una aprobación generalizada por parte de los parlamentarios en avanzar en este proyecto, ya que manifestaron su apoyo en la regulación del cuidado de los hijos y en la igualdad de derechos que ambos padres deben tener respecto de sus hijos. Ante está situación se decide aprobar la moción propuesta por la Cámara de Diputados.
El 28 de junio de 2011 se pide el Segundo Informe a la comisión de familia, el cual aprueba la modificación, sustracción y derogación de los artículos señalados en la moción parlamentaria.

### Segunda etapa
El 22 de junio de 2011 el proyecto pasó al Senado. El Senado, antes de pasar a la discusión en sala, decide escuchar a expertos en las materias de familia, por lo que hizo uso de la palabra, la Directora del Servicio Nacional de la Mujer, Carolina Schmidt, para dar a conocer los lineamientos generales de la iniciativa en estudio. Luego de ser dado a conocer los informes y puntos de vista el Senado en conjunto con la labor realizada por la Cámara de Diputados ha aprobado dicho proyectos, sometiendo solo dos enmiendas a discusión, aprobando todas las anteriores. respecto de las enmienda en discusión queda pendiente la modificación del artículo 225 del Código Civil, y tras un receso el Senado aprueba unánimanete la modificación a dicho artículo. 
Oficio de Cámara de origen a Cámara Revisora el 12 de marzo de 2013 se aprueban las modificaciones al Código Civil y otros cuerpos legales.
Se envía oficio a la Corte Suprema para que se pronuncie sobre los asuntos constitucionales y también sobre el artículo 225 del Código civil.

### Tercera etapa
El 26 de marzo la Corte Suprema remite oficio, negándose a las modificaciones propuestas por la Cámara, previene que la Ministra señora Egnem, "además de lo indicado en el informe en relación con el procedimiento, no comparte el contenido de la modificación del artículo 225 del Código Civil, en cuanto consagra Historia de la Ley N.º 20.680.Página 592 expresamente -frente a la separación de los padres- el acuerdo sobre cuidado personal conjunto o alternado del menor, destacándolo -al definir el concepto- a su aspecto físico o residencial, lo que considera altamente perjudicial para su estabilidad física y emocional y que privilegia, por sobre su bienestar, el interés de los padres.
El 14 de abril de 2013 la Corte Suprema rechaza las modificaciones y el asunto se va a comisión mixta.
El 10 de junio de 2013 se vota a favor de las consideraciones propuestas por la comisión mixta sobre la integridad del menor en el caso de que los padres vivan separados.
El 11 de junio de 2013 el Senado envía documento a la cámara de origen aprobando las enmiendas discutidas en comisión mixta con 75 votos a favor, sin votos de negación ni abstención.
En el trámite de finalización, el 12 de junio de 2013 el Presidente de la República aprueba el texto de la ley.
Finalmente la ley es promulgada el 16 de junio de 2013 y publicada el 21 de junio del mismo año.

## Objetivos de la ley
1. Vela por el interés superior de los hijos.
2. Incorpora el principio de corresponsabilidad de ambos padres, favoreciendo una participación activa de ambos padres en el cuidado del hijo, a pesar de la separación.
3. Incentiva el logro de acuerdos entre ambos padres, permitiendo el mejor cuidado de los hijos, dejando en última instancia la judicialización de los asuntos.
4. Entrega herramientas y criterios al juez para atribuir el cuidado personal de los hijos.[11]

## Contenido
Este proyecto busca fortalecer la integridad del menor y persigue el propender a que el menor tenga la mejor calidad de vida posible en caso de que sus padres no vivan juntos.
Para ello, se modificará el artículo 222 del Código Civil Chileno en orden a consagrar nuevas obligaciones de los padres a favor del menor.
Este proyecto busca fortalecer la integridad del menor y persigue el propender a que el menor tenga la mejor calidad de vida posible en caso de que sus padres no vivan juntos. 
Donde acorde con las nuevas tendencias parentales y sociales, se estima que ambos padres tienen el derecho y el deber de criar y educar a sus hijos en forma compartida, modificando el artículo 225 del Código Civil.
- Consagrando en el artículo 229 del Código Civil la figura del SAP.
- Con el objeto de evitar la judicialización de estos temas y en el entendido que este proyecto busca fortalecer el entorno del menor encontrando soluciones más que proponiendo sanciones es que proponemos someter obligatoriamente a mediación este tipo de conflictos.
- Facultar al juez para suspender o modificar el régimen de tuición de un menor cuyo padre o madre que lo tuviere a su cuidado cometiere conductas de alienación respecto del otro progenitor o alentare al menor a proferir declaraciones falsas que afecten la honra e integridad del otro padre.[10]

Al tratarse de una ley modificatoria, no contiene una estructura clara, sino que altera artículos establecidos del Código Civil, en su forma y orden. Además, consagra y da fuerza a dos principios, los cuales son el «principio de corresponsabilidad de los Padres» y el «principio de interés superior del niño».
La ley define el principio de corresponsabilidad como el principio en virtud del cual ambos padres, vivan juntos o separados, participarán en forma activa, equitativa y permanente en la crianza y educación de sus hijos.
El Principio del interés superior del niño constituye un principio fundamental en el ordenamiento jurídico chileno. Este principio aparece consagrado, en la Convención sobre los Derechos del Niño de 1989. Dicho principio, alude al pleno respeto de los derechos esenciales del niño, niña o adolescente y su finalidad cubre, el desarrollo de los potenciales del menor y la satisfacción de sus necesidades en los diferentes aspectos de su vida.
Además de introducir la consagración del derecho de visita de los abuelos, inclusive cuando alguno de los padres se oponga. Desarrollando de esta manera el vínculo de los niños con sus abuelos, quienes pueden aportar positivamente en la crianza.
Así, incorpora reformas en tres aspectos del Derecho de Familia.

### Cuidado personal
Si padre y madre viven separados podrán determinar de común acuerdo que el cuidado personal de los hijos corresponda al padre, a la madre o a ambos en forma compartida.
Si no hay acuerdo, los hijos continuarán bajo el cuidado personal del padre o madre con quien estén conviviendo.
El juez de familia podrá atribuir el cuidado personal del hijo al otro de los padres, o radicarlo en uno solo de ellos si se ejerce de manera compartida, cuando las circunstancias lo requieran y el interés superior del niño lo haga conveniente. En ningún caso el juez podrá fundar exclusivamente su decisión en la capacidad económica de los padres.
Cuando el juez atribuya el cuidado personal del hijo a uno de los padres, deberá establecer, de oficio o a petición de parte, en la misma resolución, la frecuencia y libertad con que el otro padre o madre mantendrá una relación directa y regular con los hijos, considerando su interés superior.
Criterios que debe considerar el juez para conceder el cuidado personal
- La vinculación afectiva entre el hijo y sus padres y demás personas de su entorno familiar.
- La aptitud de los padres para garantizar el bienestar del hijo y la posibilidad de procurarle un entorno adecuado, según su edad.
- La contribución a la mantención del hijo mientras estuvo bajo el cuidado personal del otro padre, pudiendo hacerlo.
- La actitud de cada uno de los padres para cooperar con el otro, a fin de asegurar la máxima estabilidad al hijo y garantizar la relación directa y regular.
- La dedicación efectiva que cada uno de los padres procuraba al hijo antes de la separación y, especialmente, la que pueda seguir desarrollando de acuerdo con sus posibilidades.
- La opinión expresada por el hijo.
- El resultado de los informes periciales que se haya ordenado practicar.
- Los acuerdos de los padres antes y durante el respectivo juicio.
- El domicilio de los padres.[15]

Si los padres viven separados, y están de acuerdo
- Pueden acordar que el cuidado personal de los hijos lo tenga el padre, la madre o ambos en forma compartida.
- Se crea la figura del cuidado personal compartido como alternativa legal para los padres que se separan.
- En caso de cuidado personal compartido, se asegura un sistema de residencia del menor que garantice su estabilidad y continuidad, tanto de manera permanente como en una situación de juicio o conflicto entre los padres.
- El acuerdo entre los padres deberá fijar siempre la frecuencia o libertad con que el padre o madre que no tenga el cuidado personal de su hijo mantendrá una relación directa y regular (visitas).

Si los padres están separados, y no están de acuerdo
- Se crea una atribución legal supletoria por la que los hijos continuarán bajo el cuidado personal del padre o madre con quien estén conviviendo.
- Se promueve evitar la separación de los hermanos.
- El sentido y alcance del concepto de convivencia será completado por la labor jurisprudencial.
- Madre y padre tendrán las mismas posibilidades de quedarse con el cuidado personal de sus hijos.
- Se trata de una norma definitiva, que sólo podrá ser alterada por la judicialización del asunto, previa mediación obligatoria, siguiendo los procedimientos que regulan los tribunales de familia en la forma y plazo legal.
- El juez deberá atribuir el cuidado personal a la madre o al padre, cuando las circunstancias que lo requieran y el interés superior del hijo lo haga conveniente.
- El juez al atribuir el cuidado personal al padre o madre, deberá establecer además, un régimen que garantice la presencia regular y permanente de ambos padres en la vida del hijo o hija. Es decir, ambos padres deberán mantener con los hijos un contacto personal, periódico y estable, acabando con la injusticia de limitar visitas a fin de semana por medio y 15 días de vacaciones.
- Se incorporan nuevos criterios al juez para que defina cuál de los padres ejercerá el cuidado personal.
- Se altera la regla de maltrato, descuido o causa calificada (de difícil aplicación), por el interés del hijo.
- El juez, además debe considerar la vinculación afectiva del hijo con ambos padres; la aptitud de los padres para garantizar su bienestar; el tiempo que cada uno le dedica a los hijos; la ubicación del domicilio de los padres, entre otros.
- El proyecto pone el foco en el bienestar del niño y no en los derechos de los padres.[16]

### Patria potestad
El Código Civil Chileno en su artículo 243 define Patria Potestad como el conjunto de derechos y deberes que corresponden al padre o a la madre sobre los bienes de los hijos no emancipados.La patria potestad se ejercerá también sobre los derechos eventuales del hijo que está por nacer.
La jurisprudencia chilena explica de mejor manera en que consiste la patria potestad, explicando que ésta consiste en la función tuitiva que corresponde a los padres sobre sus hijos, función que se despliega en el ámbito personal; y que también tiene consecuencias patrimoniales. En el ámbito personal, la patria potestad se traduce fundamentalmente en el deber de los padres de velar por el cuidado personal de los hijos, de su crianza, educación y establecimiento. En el ámbito patrimonial, la patria potestad se traduce en el cuidado de los bienes de los hijos, y en el derecho de aprovecharse de los frutos de estos bienes, en los raros supuestos en que los haya.
La ley 20.680 establece la patria potestad compartida, tanto para padres que viven juntos como para los que, estando separados, tengan el cuidado compartido. Para resguardar derechos de terceros, los padres pueden actuar indistintamente en actos de mera conservación y deben hacerlo conjuntamente en el resto de los actos. Con esto, se pone fin a la patria potestad exclusiva del padre, adecuando la legislación a las nuevas realidades y necesidades de la familia chilena.

## Aplicación
La ley 'Amor de papá' termina con la discriminación que viven los padres durante mucho tiempo, antes de separarse se tienen todos los derechos como padres, pero al momento de separarse se pierden gran mayoría y la madre se queda con el cuidado exclusivo de los hijos.
Dentro del marco de la ley 20.680 encontramos un caso inspirador,que es justamente del creador de la agrupación Amor de Papá el periodista David Abuhadba, en el cual se observa un caso de Síndrome de Alineación Parental (SAP). Este caso trata de su hijo Lucas, un niño de 11 años que padece SAP en su grado más crítico y severo. Donde el menor ha tenido que vivir una serie de vulneraciones en su contra, dentro de las cuales podemos mencionar más de 6 años de conflictos judiciales; más de 10 juicios interpuestos por la madre en contra del padre para no permitir el contacto con su hijo; más de 103 incumplimientos de régimen de visitas. Además de que jamás se le ha hecho un peritaje psicológico y psiquiátrico a la madre y nunca se le ha mandado una orden de arresto efectiva. Agregándole que más de 20 veces el menor ha debido declarar ante diversos jueces, y tenido que realizar más de 70 visitas a psicólogos, 10 evaluaciones psicológicas y más de 30 constancias “voluntarias” de un menor, entre sus 6 y 11 años, en comisarías. Los responsables de esto son su madre, el conviviente de ella, quien además financia los innumerables procesos judiciales-, y sus abuelos maternos, avalados por algunos funcionarios de los Tribunales de Familia, quienes no hacen valer sus derechos como niño.
Además, el establecimiento educacional del menor ha contribuido gravemente a dañar la relación del padre con su hijo, incluso acusando de manera injusta al padre de permitir que abusaran sexualmente de su hijo sin prestarle auxilio, hecho absolutamente falso como determinó el 2º Juzgado de Familia y la Fiscalía de Ñuñoa en el 2005. David Abuhadba, quien incluso fue tomado detenido frente al colegio de su hijo, justamente por la negligencia de un juez. Esto prueba que los jueces de los Tribunales de Familia son incapaces de controlar a una madre que tiene permanente y sostenidamente bajo un severo maltrato psicológico a su hijo.
David Abuhadba, quien no tiene contacto alguno con su hijo desde marzo de 2007, solicitó al sicólogo infantojuvenil, que efectuara un Metaperitaje Forense, cuyas conclusiones, entregadas el 1 de octubre de 2007, evidencian una clara triangulación emocional del niño por parte de su madre. El menor se encuentra en una clara situación de maltrato y vulneración en sus más básicos derechos como niño, tanto por la manipulación directa de su estado psicológico por parte de su madre, la revictimización que ha ocasionado el sistema judicial, junto al alejamiento sistemático en la vinculación con su padre.
A raíz de estos hechos,  David Abuhadba,ha solicitado no sólo el cuidado personal de su hijo, sino que además una medida de protección -de la cual se hizo parte el Sename-, y una serie de medidas cautelares, encabezadas por la separación inmediata del niño de la madre.
Actualmente la madre sigue causándole maltrato psicológico a su hijo ya que continúa infringiendo lo determinado por el 4º Tribunal de Familia en orden a permitir el contacto del niño con su padre. Pero con la entrada en vigencia de la ley "amor de papá" no deberíamos seguir viendo casos como este tipo, ya que establece los parámetros para que no se efectúen casos de SAP.
La agrupación Amor de Papá no entrega servicio profesional alguno ni ha cobrado, no cobra ni cobrará nunca por representación judicial ni por cualquier tipo de peritaje u otro servicio relacionado con los Tribunales de Familia, ya que se trata de una agrupación de papás, familiares y amigos pensada -desde su origen- como una agrupación de carácter privado/social, sin fines de lucro e independiente de cualquier grupo político, religioso y/o económico, que sólo se financia gracias al aporte voluntario de cada uno de sus miembros.
La Agrupación “Amor de Papá”  fue fundada por el periodista David Abuhadba, quien tras seis años de trabajo personal por la custodia de su hijo, decidió dar el paso para cambiar el Código Civil chileno, junto a otros papás que también buscaban el cuidado personal de sus hijos.
En el 2013 lograron que se promulgara la Ley “Amor de Papá”, que termina con la discriminación que hasta entonces vivían los papás separados, ya que la antigua ley le entregaba automáticamente el cuidado personal de los hijos a las madres, tras la separación. 
Actualmente, “Amor de Papá” se dedica a asesorar, orientar, capacitar, apoyar y empoderar a padres separados injustamente de sus hijos, y, además, a proponer e impulsar periódicamente nuevas mejoras a la legislación de familia en Chile.
Desde el 2014, la agrupación «Amor de Pápá» mantiene un exitoso convenio con una empresa especializada en juicios de familia –cuidados personales, en especial- y en juicios penales –acusaciones falsas de VIF o VAS-, que nos entrega el mejor servicio legal, psicológico, social y comunicacional que un papá pueda conseguir en el sistema judicial.
Gracias al comprometido, riguroso y eficiente trabajo de todos sus profesionales y al respaldo de “Amor de Papá”, nuestros papás, familiares y amigos logran hacer justicia, hacer respetar la LEY AMOR DE PAPÁ.

### Críticas
La ley de tuición compartida que termina con la preferencia exclusiva de la madre en la tuición de los hijos solo por el hecho de ser mujer y con la patria potestad exclusiva del padre solo por ser hombre, pese a ser una necesidad social y que muchos padres lucharon incluso creando una organización llamada Amor de Papá para ello, han denunciado que no está siendo aplicada por los jueces de la República ni por los abogados encargados de defender a los niños, especialmente, los que pertenecen a las Corporaciones de Asistencia Judicial.
Mientras que la Ministra del SERNAM (Servicio Nacional de la Mujer), se defiende aludiendo debe existir un periodo de adaptación a la nueva normativa, debido a los grandes cambios sustanciales al Código Civil y la necesaria capacitación a la que deben someterse tanto los jueces como los abogados. Así como reiteró el compromiso de difundir el texto legal para su correcta implementación.